# Black Hole
Black Hole és una sèrie limitada de còmics que consta de dotze números escrita i il·lustrada per Charles Burns i publicada primer per Kitchen Sink Press,i després per Fantagraphics. Va ser llançat en forma recopilada el 2005 per Pantheon Books. A Catalunya va ser publicada per Ediciones La Cúpula. La història tracta de les conseqüències d'una malaltia de transmissió sexual que provoca greus mutacions als adolescents. Burns ha dit que les mutacions es poden llegir com una metàfora de l'adolescència, el despertar sexual i la transició a l'edat adulta: "...m'agrada pensar en l'adolescència com una malaltia que pateixes i que afecta a cadascú d'una forma diferent".

## Argument
Ambientada als afores de Seattle a mitjans dels anys setanta, la història segueix a un grup d'adolescents que contrauen una misteriosa malaltia de transmissió sexual denominada "la plaga" que fa que desenvolupin estranyes mutacions físiques i els converteixi en exclosos socials que acaven fugint de casa per viure a un bosc proper.
La trama se centra en dos personatges principals que sovint narren la història; Chris, una estudiant popular i respectada, i Keith, un altre estudiant addicte a les drogues. Keith està enamorat de Chris, que alhora està enamorada d'en Rob Fanciacani, un estudiant que pateix una mutació. Després de mantenir relacions sexuals amb ell cau infectada. D'altra banda Keith busca empara amb Eliza per apaivagar la malenconia que li provoca el seu amor no correspost, relació de la qual també en sortirà infectat.
Mentrestant, molts altres adolescents de la ciutat han contret la malaltia, i alguns busquen la reclusió de la societat a causa de la gravetat de les seves mutacions i de la repulsa social que provoquen, i construeixen un campament en un bosc fora de la ciutat. Viuen de l'ajuda que poden aconseguir dels qui no estan infectats. La incertesa i el neguit els porta a la soledat, la violència i al refugi en la parella com a única esperança.
Finalment la infecció desapareix de cop tal com va arribar.

## Guardons
L'edició col·leccionada va guanyar el premi Harvey el 2006 pel "Millor àlbum gràfic per un treball anteriorment publicat". Burns també va guanyar el premi Harvey el 1998, 1999, 2001, 2002, 2004, 2005 i 2006 com a "Millor entintat" pel seu treball a la sèrie.
Black Hole va guanyar el premi Ignatz del 2006 per "Antologia o col·lecció destacades". El 2007 va ser guardonat amb el premi "Essentials of Angoulême".